# Nanni mo Iwazu ni I Love You
Singles de V-u-den
Jaja Uma Paradise
(2007)
Nanni mo Iwazu ni I Love You (なんにも言わずに I LOVE YOU) est le 10e et dernier single du groupe de J-pop V-u-den, sorti en 2008.

## Présentation
Le single, écrit et produit par Tsunku, sort le 27 février 2008 au Japon sous le label Piccolo Town. Il atteint la 10e place du classement de l'Oricon. Il se vend à 14 047 exemplaires la première semaine, et reste classé pendant quatre semaines, pour un total de 15 949 exemplaires vendus durant cette période. Il sort aussi dans une édition limitée avec une pochette différente, incluant un DVD en supplément. Contrairement aux précédents singles du groupe, il ne sort pas au format "Single V" (DVD), mais une édition similaire "Event V" (DVD) sera vendue lors de représentations du groupe.
La chanson-titre est une reprise de la chanson homonyme du groupe Morning Musume parue sur son album 4th Ikimasshoi! de 2002, et sur laquelle chantait déjà à l'époque l'une des membres, Rika Ishikawa. Elle figurera sur la compilation de fin d'année du Hello! Project Petit Best 9, mais ne figurera sur aucun album du groupe ; celui-ci se séparera en effet quatre mois après la sortie de cet ultime single. Son clip vidéo figurera aussi sur le DVD V-u-den Single V Clips 2 ~Arigatō V-u-den Debut Kara no Daizenshū~ qui sort deux mois plus tard, ainsi que sur le DVD Petit Best 9 DVD de fin d'année ; trois versions alternatives du clip, centrées chacune sur une des trois membres du groupe, figurent sur le DVD "Event V". Le single contient trois autres chansons inédites, interprétées chacune en solo par une des membres.

## Liste des titres
Toutes les chansons sont écrites et composées par Tsunku.
| 1. | Nanni mo Iwazu ni I Love You (なんにも言わずにI LOVE YOU)                   | Hiroshi Uesugi   | 5:46 |
| 2. | Omoide wa Kanata (par Rika Ishikawa) (思い出は彼方 / 石川梨華)              | Jun Yamazaki     | 4:21 |
| 3. | Ano Natsu no Yoru (par Erika Miyoshi) (あの夏の夜 / 三好絵梨香)             | Yuichi Takahashi | 4:32 |
| 4. | Saigo no Natsuyasumi (par Yui Okada) (最後の夏休み / 岡田唯)                | Eiji Kawai       | 4:51 |
| 5. | Nanni mo Iwazu ni I Love You (Instrumental) (なんにも言わずにI LOVE YOU...) | Hiroshi Uesugi   | 5:44 |

| 1. | Nanni mo Iwazu ni I Love You (Close-up Ver.) (なんにも言わずにI LOVE YOU...) |  |

| 1. | Nanni mo Iwazu ni I Love You (Ishikawa Rika Ver.) (なんにも言わずにI LOVE YOU) (石川梨華 Ver.)   |  |
| 2. | Nanni mo Iwazu ni I Love You (Miyoshi Erika Ver.) (なんにも言わずにI LOVE YOU) (三好絵梨香 Ver.) |  |
| 3. | Nanni mo Iwazu ni I Love You (Okada Yui Ver.) (なんにも言わずにI LOVE YOU) (岡田唯 Ver.)         |  |